# Orquesta de la Universidad de Lima
La Orquesta de la Universidad de Lima es una orquesta sinfónica con sede en Lima, Perú.

## Historia
Su antecedente fue la Orquesta Filarmónica de Lima, entidad privada inaugurada en 1994 y perteneciente a la Asociación Musical Renacimiento (establecida en 1991). Su director fundador fue el peruano Miguel Harth-Bedoya. 
En 1998 la Universidad de Lima fundó con base en la anterior la Orquesta Filarmónica de la Universidad de Lima. Su director fundador fue el mexicano Eduardo García-Barrios. A partir de 2000 empezó a llamarse Orquesta de la Universidad de Lima. Entonces brindaba anualmente una temporada internacional en el moderno auditorio de la universidad conocido como ZUM, ofreciendo dos funciones por mes, de mayo a septiembre, en las que figuran directores y solistas invitados. Destacó por ofrecer los reestrenos en Perú de La consagración de la primavera de Stravinski y el Concierto para orquesta de Bartók, además de estrenos de obras de compositores peruanos y extranjeros. La orquesta se disolvió años después.
Para el 15 de noviembre de 2006, el conjunto regresó con un concierto con el Réquiem de Mozart, junto al Coro Nacional del Perú dirigidos por Andrés Santa María. Desde aquella reaparición con la obra de Mozart, la Orquesta de la Universidad de Lima ha venido otorgando distintos conciertos a lo largo de los años, generalmente con dos funciones anuales.